# Школа № 1520 имени Капцовых
Школа № 1520 имени Капцо́вых — государственное бюджетное общеобразовательное учреждение города Москвы.

## История рождения школы
ГБОУ «Школа № 1520 имени Капцовых» — одно из старейших образовательных учреждений Москвы.
У истоков современной школы — городское начальное училище для мальчиков имени Сергея Алексеевича Капцова, подаренное городу в мае 1892 года гласным Московской городской Думы, купцом первой гильдии, потомственным почетным гражданином, меценатом Александром Сергеевичем Капцовым в память о своем отце С. А. Капцове.
Городское мужское начальное училище имени С. А. Капцова построено на средства, пожертвованные купцом А. С. Капцовым для детей из семей малоимущих москвичей — мещан, солдат, крестьян. В 1892 году для училища было снято помещение на улице Малой Бронной.
С 1893 года оно размещалось в собственном здании, строившемся с 1892 года по 1893 год по проекту архитектора Д. Н. Чичагова в Тверской части, на территории бывшего Шведско-Норвежского подворья (нынешний адрес — Леонтьевский переулок, дом 19).
В 1896 году А. С. Капцов делает городу ещё один дар — городское начальное училище для девочек имени своей покойной матушки Ксении Васильевны Капцовой, которое пристраивается к зданию мужского училища архитектором М. К. Геппенером.
Училища популярны в Москве (их ласково называют Капцовками), расширяются с каждым годом, семья основателей до 1917 года финансирует их деятельность, попечительствует над ними. Попечителем мужского училища до своей смерти в 1897 году был сам Александр Сергеевич, попечительницей женского училища, а также мужского после смерти мужа, — его жена и вдова Анна Михайловна Капцова.
В начале 1900-х в мужском училище обучается около 500 учеников. В женском училище — 300 девочек.

## Архитектура

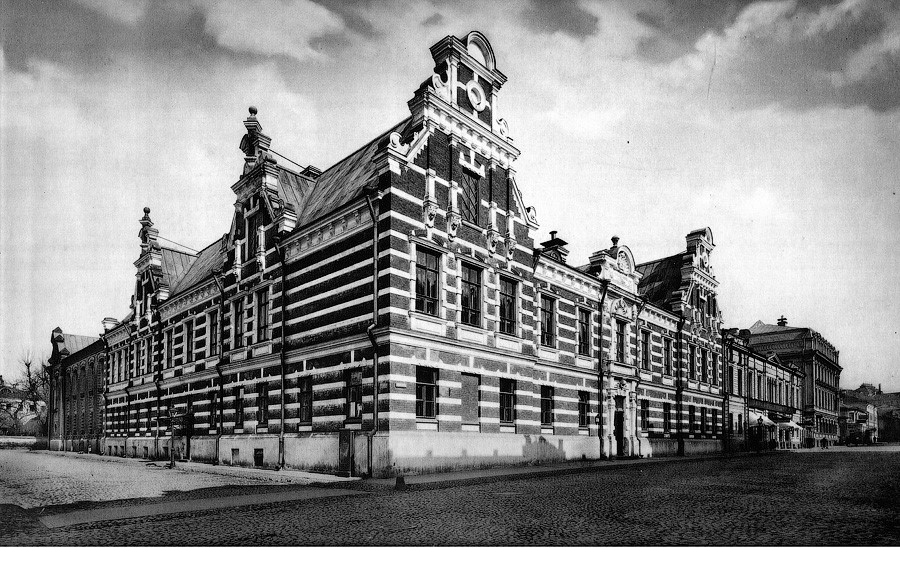
Здания городских начальных училищ имени С. А. и К. В. Капцовых

Архитектор мужского училища — известный в Москве зодчий Д. Н. Чичагов (1835—1894) — создал облик школы, напоминавший об историческом прошлом этой территории — Шведско-Норвежском подворье. Поэтому в архитектурном оформлении угадывались элементы стиля Христиана IV, напоминавшие сочетание красно-белого цвета и архитектурных украшений дворцовых комплексов Фредериксборга, Розенборга, Биржи в Копенгагене. В центре Москвы возник настоящий скандинавский замок с островерхой крышей и башенками.
В 1896 году модный московский архитектор М. К. Геппенер (1848—1924) по Шведскому тупику и Малому Гнездниковскому переулку пристраивает к чичаговскому зданию дом по своему проекту — для учениц женского училища, в том же цветовом — красно-белом — решении с узнаваемыми в любой постройке мастера геппенеровскими элементами — ярким, элегантным белым орнаментом. Новая постройка органично сочетается с домом по Леонтьевскому переулку, создавая целостный архитектурный ансамбль, ставший настоящим украшением этой местности.
В 1946 году, потом в 1952 и при полной реконструкции в 1976 году исторический облик комплекса сильно изменился: здания надстроены 3 — 4 этажами, появились новые пристройки, многие архитектурные элементы безвозвратно утрачены. Более всего пострадало творение Чичагова (его чудом сохранившиеся элементы можно увидеть только со стороны внутреннего двора школы), больше сохранилось здание Геппенера.
Современный архитектурный вид школы — полная эклектика из архитектурных — индивидуальных, выразительных — черт конца XIX века, облика типового проекта сталинского времени и новаторских традиций 70-х годов XX века.

## На пороге новой истории

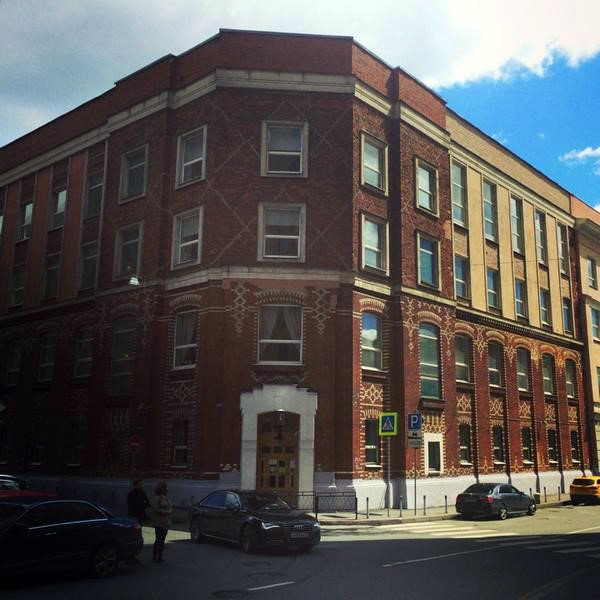
Школа в Леонтьевском (со стороны Шведского тупика)

Анна Михайловна Капцова, супруга А. С. Капцова, имела демократические взгляды и настроения, поэтому училищные здания, с её согласия, в конце XIX века были открыты не только для детей городских низов, но и для взрослых представителей этих сословий.
10 марта 1898 года в помещении Капцовского мужского училища прошло конспиративное собрание членов московского «Союза борьбы за освобождение рабочего класса», где в итоге выбрали 1-й Московский комитет РСДРП.
Во время революции 1905—1907 годов перед зданием училища проходили собрания и митинги.
25 сентября 1905 года здесь прошла стачка типографских рабочих, это событие впоследствии повлияло на начало Октябрьской политической стачки.
Во время Первой мировой войны в мужском училище был открыт госпиталь для раненых.
После февральской революции с марта по июль 1917 года в помещении училища размещались МК РСДРП(б) и редакция большевистской газеты «Социал-демократ», о чём напоминает мемориальная доска на фасаде по Леонтьевскому переулку.
В период Московского вооруженного восстания в октябре 1917 года здания училища оказались в центре вооруженного противостояния между рабочими и добровольческими отрядами студентов («белой гвардией»), но, к счастью, здания не пострадали.

## История школы XX века

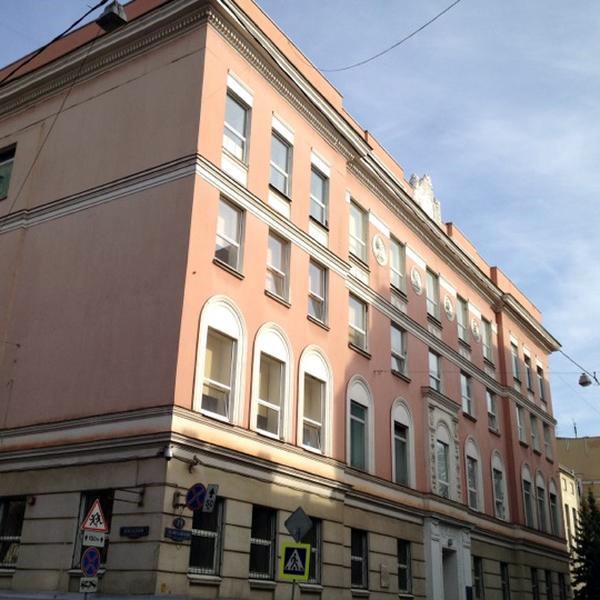
Здание школы в Леонтьевском

Революция 1917 года ненадолго изменила жизнь училищных зданий. Только несколько лет, до начала 20-х годов, здесь размещались различные советские учреждения. 
С 1920 по 1960-е годы в зданиях бывших училищ размещались общеобразовательные трудовые политехнические школы города. Менялись их номера, имена и территориальная приписка, но образовательный процесс не прекращался. Вот только имена Капцовых были в эти десятилетия из памяти вычеркнуты.
В 1941 году ученический и учительский коллективы школы эвакуированы в Пермскую область. Там школа действовала до 1944 года, когда снова вернулась в Леонтьевский переулок, в свое здание.
В 1942—1943 гг. в здании была открыта разведшкола Смерш, в ней готовили разведчиков для диверсионной работы в тылу.
В 1944 году возобновились учебные занятия в одном из школьных зданий; в другой части школьного комплекса действовал госпиталь для раненых.
В 1964 году в жизни школы наступил новый период: здесь была сформирована специальная школа № 31 с преподаванием ряда предметов на английском языке. Школа приобрела известность под руководством директора Суворова Григория Ивановича (школу называли Суворовской), а английское направление было создано заместителем директора по иностранному языку Собеневской Галиной Иосифовной.
В 1993 году школе был присвоен статус гимназии с новым номером 1520. В 2015 году в состав гимназии вошла школа № 1243.
С 2017 года у гимназии появилось полное наименование образовательного учреждения: "Государственное бюджетное общеобразовательное учреждение города Москвы «Школа № 1520 имени Капцовых».

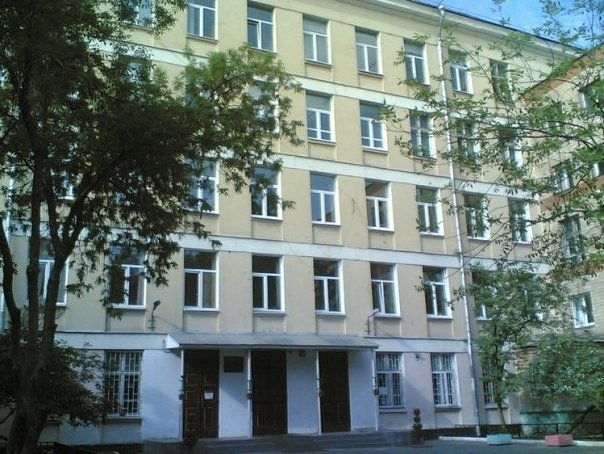
Школа в Малом Кисловском переулке